# Mathilde Bonaparte

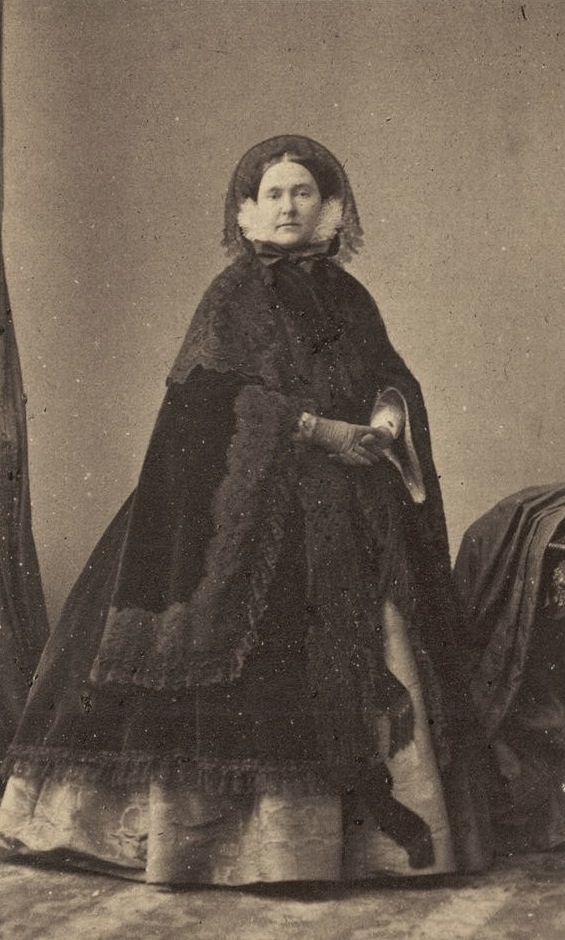
Mathilde Bonaparte

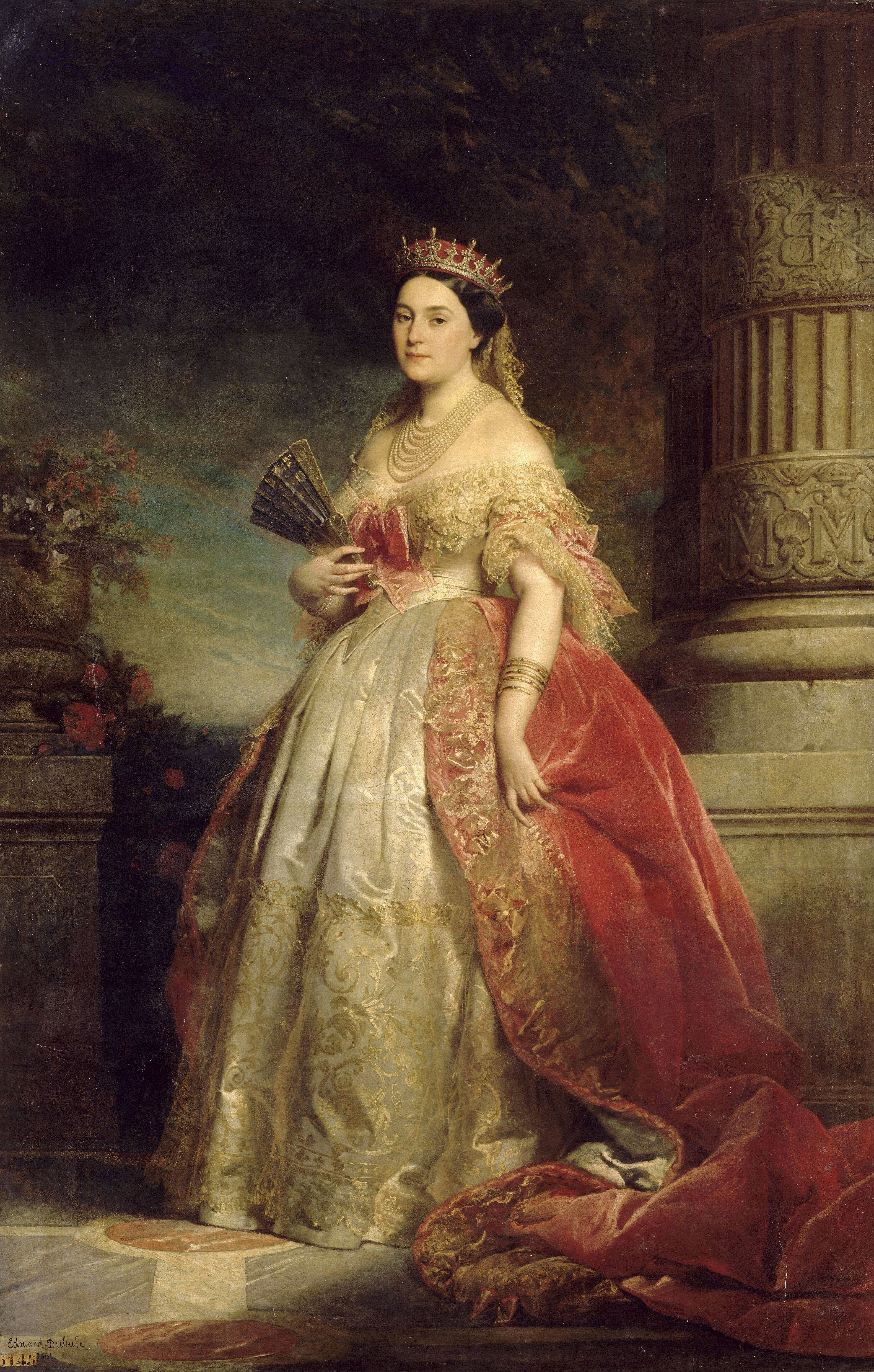
Prinses Mathilde door Édouard Dubufe

Mathilde Laetitia Wilhelmine Bonaparte (Triëst, 27 mei 1820 – Parijs, 2 januari 1904) was een nicht van Napoleon Bonaparte.
Ze werd geboren te Triëst in de Villa Necker, als dochter van Napoleons broer Jérôme Bonaparte en Catharina van Württemberg, dochter van Frederik I van Württemberg. Ze werd opgevoed te Florence en Rome en huwde op 1 november 1840 te Florence de Russische prins Anatole Demidoff di San Donato. Zij was ook een nicht van de Nederlandse koningin Sophie (eerste echtgenote van koning Willem III), met wie zij innig bevriend was.
Daar Demidoff haar - ook in het openbaar - fysiek en psychisch mishandelde, beval tsaar Nicolaas I in 1847 de scheiding van het paar en kende haar een aanzienlijke uitkering toe. Ze had inmiddels een relatie met beeldhouwer Émile de Nieuwerkerke.
Ze verhuisde na de scheiding naar Parijs en werd aldaar na de troonsbestijging van haar neef Napoleon III tot princesse française verheven. Tot diens huwelijk in 1853 nam ze aan het hof de honneurs waar. Hierna werd ze te Parijs het middelpunt van een invloedrijke salon. Ze handhaafde haar contacten met het tsarenhof te Sint-Petersburg, maar hertrouwde in 1870 met de kunstenaar en dichter Claudius Marcel Popelin. Ze overleed op 2 januari 1904.